# Entobius scionides
Entobius scionides is een eenoogkreeftjessoort uit de familie van de Entobiidae. De wetenschappelijke naam van de soort is voor het eerst geldig gepubliceerd in 2012 door Suárez-Morales & Carrera-Parra.